# Feminismo interseccional
O feminismo interseccional (por vezes abreviado a intersec) é uma abordagem que reconhece e critica as múltiplas formas de opressão e discriminação que afetam as mulheres de acordo com sua identidade de gênero, raça, classe, etnia, sexualidade, deficiência e outras categorias sociais ou identitárias. O termo foi cunhado pela jurista e ativista norte-americana Kimberlé Crenshaw em 1989, para denunciar a invisibilidade e a marginalização das mulheres negras dentro do movimento feminista e do movimento antirracista, dando ênfase na interseccionalidade. O feminismo interseccional propõe uma análise conjunta e integrada dessas categorias, que se cruzam e se influenciam mutuamente, gerando diferentes experiências e desafios para as mulheres.
O feminismo interseccional pode ser considerado uma forma de ampliar o olhar sobre a diversidade e a complexidade das mulheres, e de buscar uma transformação social que combata todas as formas de desigualdade e violência. Alguns exemplos de feminismo interseccional incluem o feminismo negro, que articula a luta contra o racismo e o sexismo, o feminismo lésbico, que questiona a heteronormatividade e a homofobia, o feminismo chicano, que aborda as questões das mulheres latinas nos Estados Unidos, o transfeminismo, em que se demonstra apoio ao ativismo transgênero e as mulheres trans e travestis, feminismo islâmico, considerado uma forma de feminismo decolonial sobre questões de mulheres muçulmanas, e o feminismo judaico, com intersecção dentro do judaísmo.
Algumas autoras e ativistas que contribuíram para o desenvolvimento do feminismo interseccional são: Angela Davis, bell hooks, Audre Lorde, Patricia Hill Collins, Lélia Gonzalez, Sueli Carneiro, Jurema Werneck, Djamila Ribeiro, Riki Wilchins, Marsha P. Johnson, entre outras.